# Kalász László

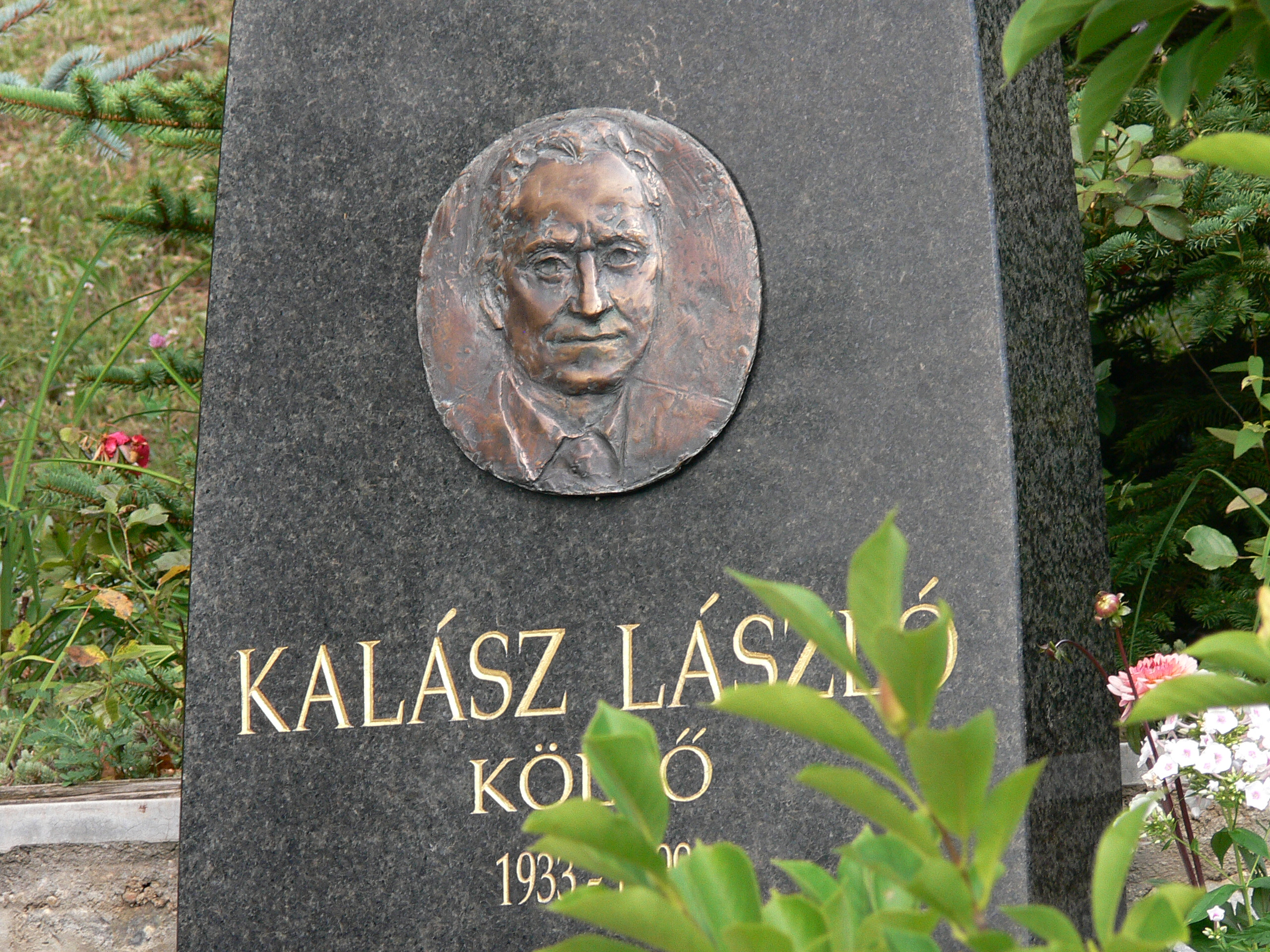
Síremléke a perkupai temetőben

Kalász László (Perkupa, 1933. február 3. – Szalonna, 1999. január 25.) költő, könyvtáros, pedagógus.

## Életpályája
1957-ben Sárospatakon szerzett tanári diplomát. Hajdúszováton oktatott. 1984-től Szalonnán könyvtárosként dolgozott. Részt vett a Napjaink szerkesztésében. A Hetek  néven ismert költői csoport tagja volt (Antológiájuk: Az ének megmarad, 1985).

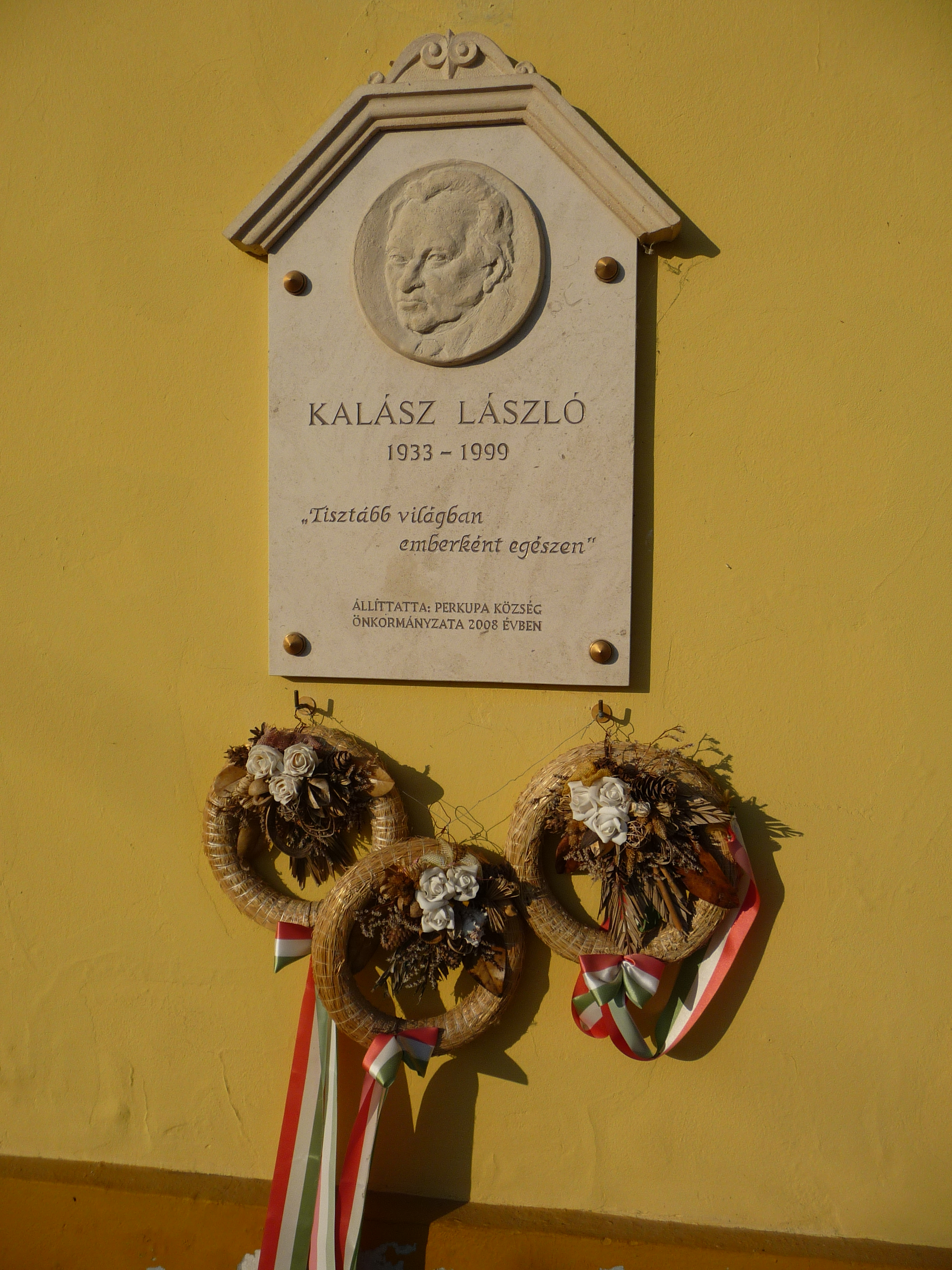
Kalász László emléktáblája a róla elnevezett kultúrház falán

## Költészete
Hangja gyakran idilli, a táj, a természet, a munka, a szerelem, a hűség a leggyakoribb témák. Alapélménye a szellemi magány, a szorongás. Kedvelt műfaja a dal.

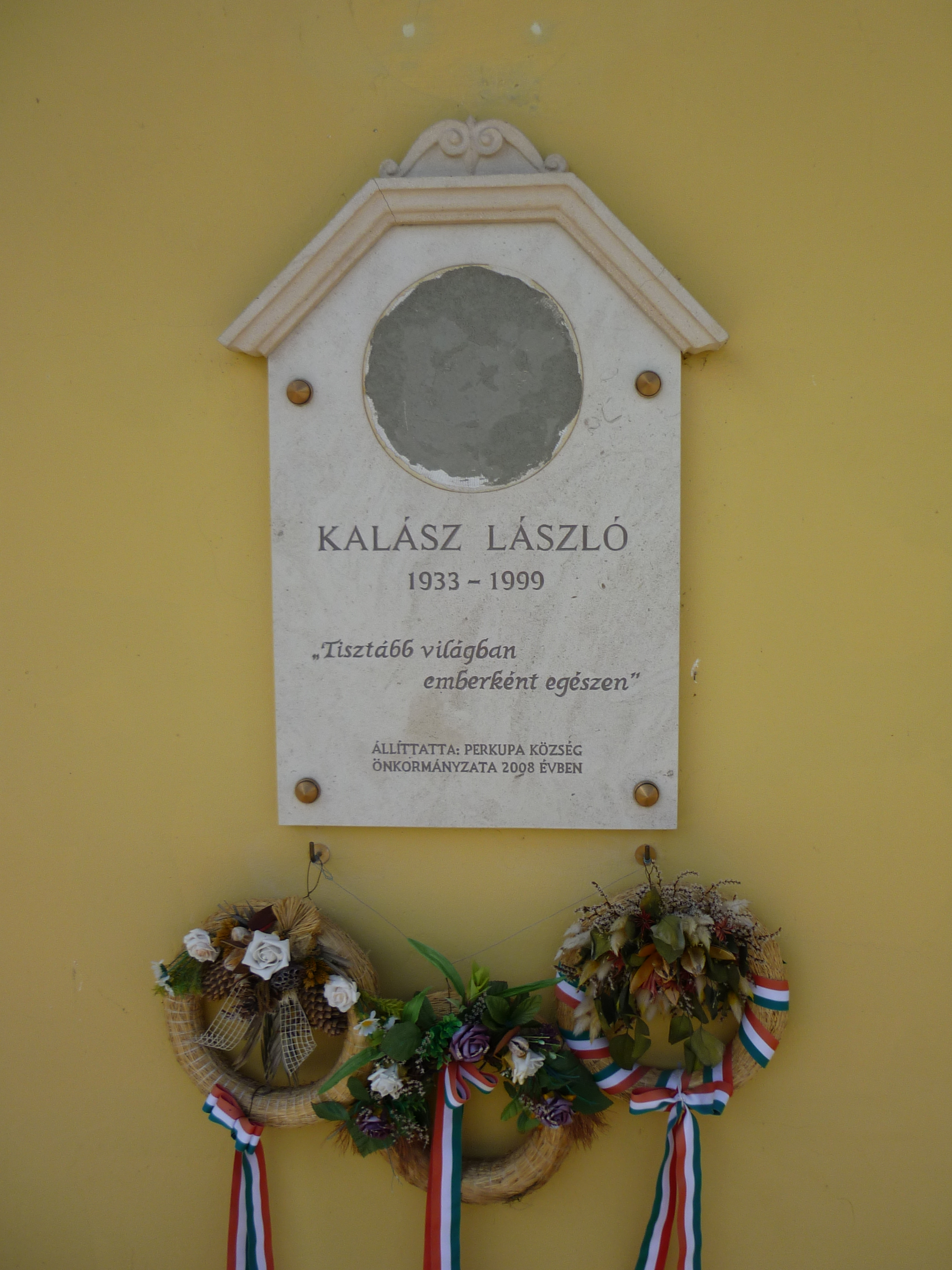
Kalász László megrongált emléktáblája a róla elnevezett perkupai művelődési ház falán

## Művei

### Önálló kötetei
- Szánj meg, idő! (versek, 1967)
- Parttól partig (versek, 1970)
- Hol vagy, jövendő? (versek, 1973)
- Ne dűts ki, szél (versek, 1975)
- Színt vallok a szelekkel (válogatott versek, 1983)
- Mintha rögtön meghalnék (versek, 1983)
- Nehéz a szó (válogatott versek, 1984)
- Világ menj világgá (versek, 1992)
- Megvárlak megújulás (versek, 1995)
- Összegyűjtött versek 1967-1972 (összegyűjtött versek, 1995)
- Nagy jövő mögöttünk (1998)
- A világ dallama: Kalász László versei (versek, 2005)
- Tisztább világban. 75 válogatott vers; MKKM, Edelény, 2008 (Edelényi füzetek)

### Antológiák
- Az ének megmarad: Hetek (1985)
- Egyetlen idő: egy tokaji asztaltársaság antológiája (1997)
- Más ég, más föld: a Hetek költőinek antológiája (2001)

### Feldolgozások
- Dinnyés József: Kalász László énekelt versei (CD)

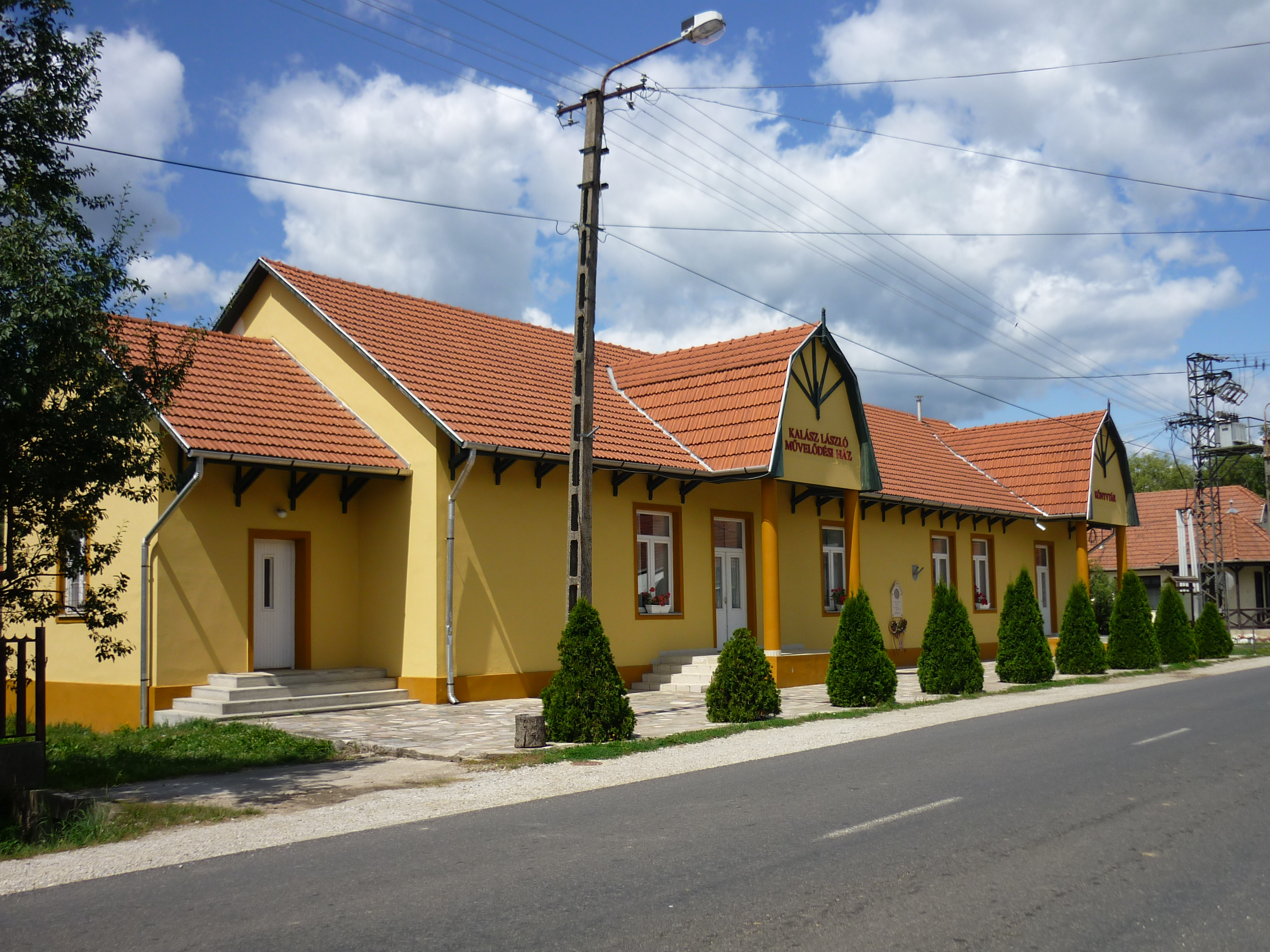
A Kalász László Művelődési Ház Perkupán

## Díjai
- Szocialista Kultúráért Díj (1971)
- Szabó Lőrinc-díj (1987)

## Emlékezete
- Kalász László Általános Iskola, Múcsony, 1999
- Kalász László emlékfa, Tokaji Írótábor, 2000
- Emlékpark Meszesen, 2001
- Emléktábla és dombormű az Edelényi Művelődési Központban, 2001
- Emléktábla Szalonnán, a Bónis-Gedeon-kastély falán, 2002
- Kalász László Társaság, Edelény, 2002
- Kalász László Általános Művelődési Központ, Múcsony, 2007
- Kalász László Művelődési Ház, Perkupa, 2008